# NGC 1781
NGC 1781 (NGC 1794) é uma galáxia lenticular (SB0) localizada na direcção da constelação de Lepus. Possui uma declinação de -18° 11' 24" e uma ascensão recta de 5 horas, 07 minutos e 55,1 segundos.
A galáxia NGC 1781 foi descoberta em 6 de Fevereiro de 1785 por William Herschel.